# Chaplin (Saskatchewan)
Chaplin es un pueblo canadiense situado en la provincia de Saskatchewan.

## Superficie
Chaplin tiene una superficie de 1,15 km².

## Demografía
En 2021, tenía 222 habitantes, una densidad poblacional de 192,6 hab./km², y 134 viviendas.